# Magyarországi vietnámiak
A magyarországi vietnámiak közössége egyike a nem honos nemzetiségeknek hazánkban. A vietnámi származású lakosok száma a hivatalos adatok szerint 3500 fő Magyarországon de a becslések szerint ennél lényegesen többen, 4-6000-en vannak. Legtöbben Budapesten élnek. A vietnámiak mellett a magyarországi kínaiak alkotják a másik nagy távol-keleti bevándorló közösséget az országban.

## Történetük

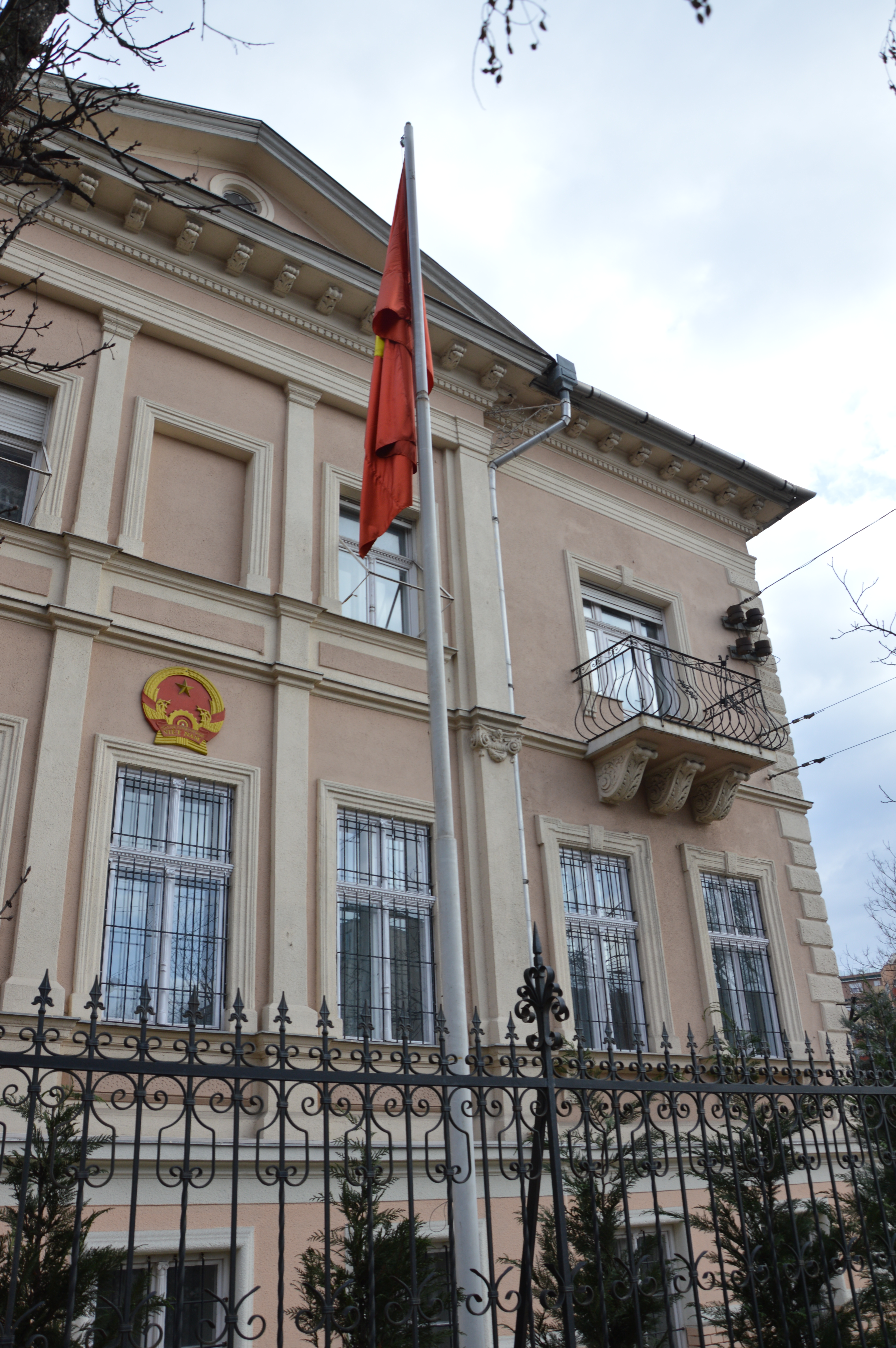
A vietnámi nagykövetség épülete Budapesten

A Vietnámi Demokratikus Köztársaság és a Magyar Népköztársaság 1950-ben vette fel először egymással a diplomáciai kapcsolatokat. A két egyaránt kommunista vezetésű ország között az 1980-as években szoros kapcsolat alakult ki, ebben az időszakban közel 6000 kiválasztott éltanuló vietnámi diák kapott lehetőséget, hogy Magyarországon folytassa a tanulmányait. Ők alkották a bevándorló közösség első magját. Amikor az egyetem elvégezte után visszatértek az anyaországukba, hamar a legfelsőbb elitbe kerültek, így a jelenlegi vietnámi vezetés sok tagja tud magyarul és fontosnak tartja a két ország közötti összeköttetés fenntartását. Ennek is köszönhető, hogy a magyar–vietnámi kapcsolatok a rendszerváltás után is kedvezőek maradtak.
A rendszerváltást követően olyan gazdasági körülmények alakultak ki Magyarországon, amelyek a kínaiakhoz hasonlóan a vietnámiak számára is rendkívül kedvezővé váltak: a fejletlen import miatt a magyar kiskereskedelmi láncok nem tudták ellátni áruval a lakosságot, és ez a piaci rés nagyszámú bevándorlót csábított. Eleinte olyan korabeli piacokon árulták az olcsó és sokszor illegális termékeiket, mint az 1993–2014 között üzemelt hírhedt józsefvárosi Négy Tigris. Az 1990-es évek végén egy időre lelassult a migráció, amikor az olcsó bevásárlóközpontok megjelenésével és a fogyasztási szokások megváltozásával csökkent a kereslet a távol-keleti termékek iránt, de a vállalkozásaik modernizálásával, átalakításával és a saját plázáik létrehozásával (például: World Mall) megfordították a trendet. A magyarországi vietnámi közösségen belül jelenleg megfigyelhető egy törésvonal a kommunistaellenes és az otthoni rendszerhez hű migránsok között.[forrás?]

## Demográfiai adatok
A magyarországi vietnámi közösség vallási összetétele (2011)
A KSH adatai szerint a 2011-es népszámláláson 3500-an vallották magukat vietnáminak, közülük több mint 2700-an Budapesten éltek, és vállalkozásaik 93%-a is a fővárosban működött. A közösség tagjai közül 2400-an rendelkeznek vietnámi állampolgársággal, a legtöbben ott is születtek. Egyes becslések szerint a vietnámiak száma a hivatalos adatnál sokkal nagyobb, nagyjából 6000 fő. A közösség létszáma növekvőben van, 2001 és 2011 között a kolónia több mint kétszeresére nőtt. A 2011-es népszámláláson 2674-en jelölték meg anyanyelvükként a vietnámit, és ennél kicsit többen, összesen 2780-an használják nyelvüket családi, baráti körben. Vallásukat tekintve legtöbben felekezeten kívüliek és létezik egy buddhista kisebbség is.
A kivándorlást jellemzően az otthoni túlnépesedés és a munkahelyek számának stagnálása motiválja, Magyarországon pedig megbízhatóságuk, szorgalmuk és nagy munkabírásuk miatt keresett munkaerők. Az életkori összetételre a magyarországi kínaiakhoz hasonlóan jellemző a legidősebb korosztály hiánya, ugyanis a munkavállalóként ideérkezők közül legtöbben aktív éveik után hazaköltöznek az anyaországba, és ott élnek a Magyarországon megkeresett pénzükből. Ezzel szemben a fiatal generáció legtöbb tagja, aki itt született, már Magyarországot tekinti otthonának. A legtöbb hazai migráns közösséghez képest magas a nők aránya, akik alig 100 fővel vannak kevesebben a férfiaknál; ez annak is köszönhető, hogy a többi ázsiai országhoz képest a vietnámi nők emancipáltabbak.

## Gazdasági tevékenység
A magyarországi vietnámiak vállalkozásainak 92%-a 2008-ban még a kereskedelemmel foglalkozott, amely a 2010-es években a vendéglátással bővült. A szakmai terminológia szerint úgynevezett közvetítő kisebbségnek számítanak: gazdasági migránsként érkeznek hazánkba, és az etnikumuk kapcsolati hálóit felhasználva vesznek részt a kereskedelemben. Legtöbben saját vállalkozással rendelkeznek, vagy a családi cégben dolgoznak; üzletkötéseik során a szerződések mellett kiemelten fontos a bizalom. Amíg a kínaiak elsősorban a nagykereskedelemben vesznek részt, addig a vietnámiak zömmel a kiskereskedelemben dolgoznak, így a két távol-keleti bevándorló kolónia inkább partnere, mintsem vetélytársa egymásnak. Jellemző rájuk a magas szintű kooperáció és a kínaiakhoz képest kevésbé éles verseny a közösségen belül. A 2020-as években közel 20 ezres létszámban foglalkoztattak alulfizetett vendégmunkásokat futárként és a gyakran kínai befektetésként felhúzott elektronikai és gépipari gyárak futószalagai mellett.

## Oktatás
A magyarországi vietnámiakkal készített interjúkból kiderül, hogy a szülők nem ragaszkodnak hozzá, hogy gyerekeik is kövessék őket a családi vállalkozásban, és sok pénzt és energiát fektetnek gyerekeik oktatásába, ebben látják a társadalmi mobilitás kulcsát. Ehhez hozzájárul a tanulás központi szerepe a vietnámi kultúrában, így a vietnámi származású diákok iskolai jegyeinek átlaga jelentősen jobb a magyarokénál (magyar: 3,9 ; vietnámi: 4,3). Magyarországon jelenleg nem működik vietnámi nyelvű iskola, így a közösség a saját szervezésű hétvégi nyelviskolákban és nyári táborokban tanítja a gyerekeknek a vietnámi nyelvet és kultúrát.
Minden évben sok vietnámi fiatal érkezik Magyarországra, hogy az itteni egyetemeken tanuljon. Számuk fokozatosan növekedett a 2010-es évek folyamán; a 2018-as tanév során 483-an tanultak itt, közülük sokan a Stipendium Hungaricum ösztöndíjprogram keretében kaptak támogatást tanulmányaikhoz.

## Bűnözés

### Drogkereskedelem
A vietnámi származású kábítószerkereskedők az 1990-es években tűntek fel először a magyar rendőrség radarján, ekkor elsősorban a heroin utcai terjesztésében vettek részt. A Vietnámból Európába terjeszkedő, marihuánával kereskedő drogmaffia 2007-ben jelent meg hazánkban. Családi házakban végezték a termelést, és annak ellenére, hogy a rendőrség az évek során több mint 50 ültetvényt számolt fel összesen mintegy 35 000–40 000 tő növénnyel, hatalmas profitra tettek szert, amelyet anyaországukba menekítettek ki. Alacsony áraiknak köszönhetően kiszorították a holland konkurenciát, és 2010-re egyeduralkodóvá váltak a magyar kannabiszpiacon. A magyarországi ültetvényeik nem tudták ellátni az egész országot áruval, így részben a Szlovákiában, Csehországban és Lengyelországban működő, szintén vietnámi nemzetiségű kábítószer-termelőkkel létesítettek kapcsolatokat. A vietnámi bevándorló futárok – kihasználva a schengeni határokat – gépkocsival és tömegközlekedésen szállították a marihuánát Magyarországra. A rendőrség erőteljes fellépésének köszönhetően ugyan 2020-ra megállt a maffiahálózat terjeszkedése, de továbbra is jelentős maradt, ráadásul a vietnámiak ismét megjelentek a heroin- és a metamfetaminkereskedelemben is.

### Embercsempészet
A vietnámi maffia az illegális bevándorlók csempészésével is foglalkozik Magyarországon. Részt vesznek a hamis okiratok gyártásában és a migránsok szállításában is. Elsősorban vietnámi állampolgároknak segítenek bejutni az Európai Unióba, de más bevándorlókat is visznek. Azokat a migránsokat, akik nem tudják kifizetni a tartozásukat az embercsempészeknek, gyakran a marihuánaültetvényeken dolgoztatják.

## Kulturális élet és identitás

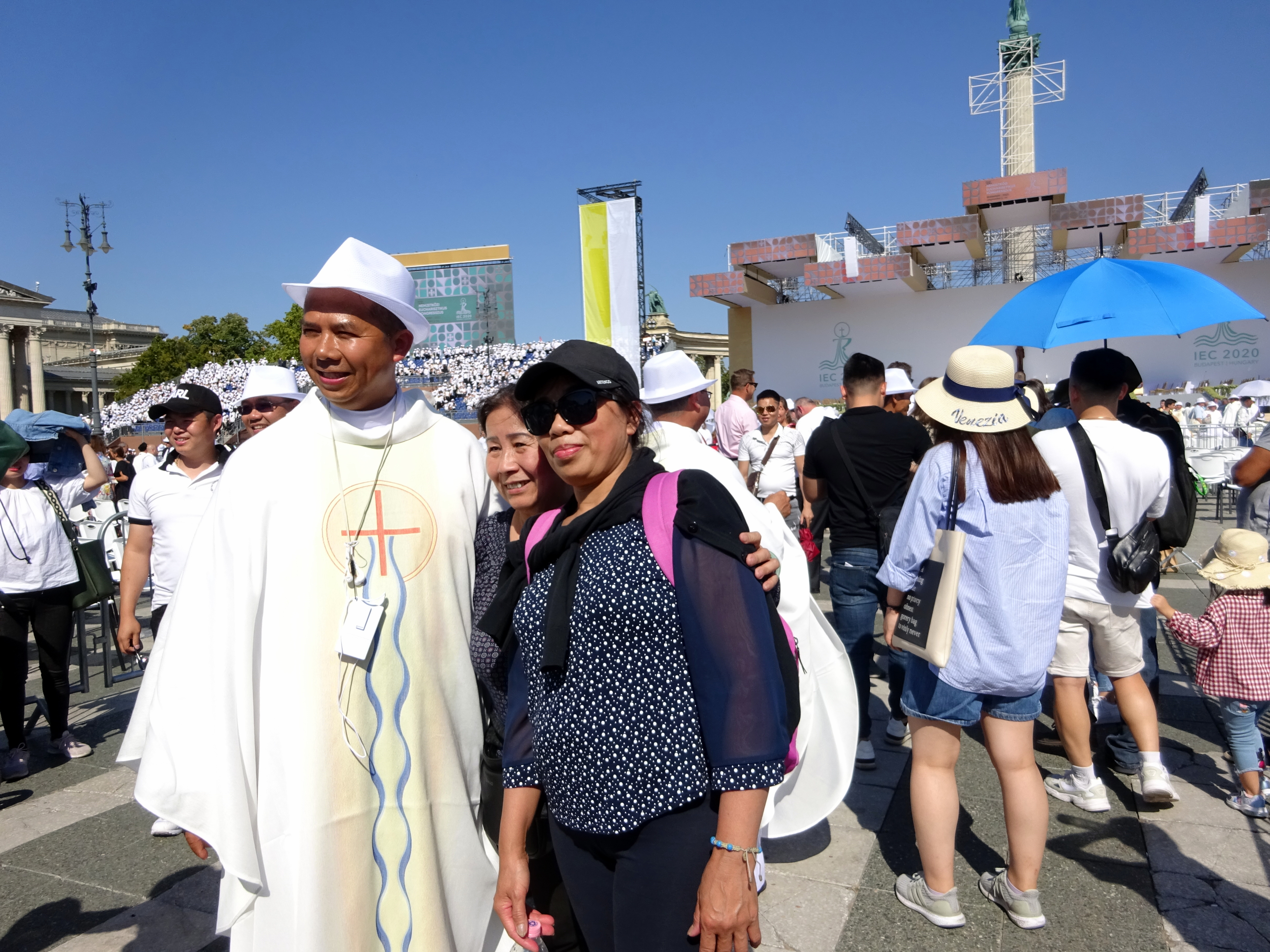
Vietnámi zarándokok a 2021-es Nemzetközi Eucharisztikus Kongresszuson a Hősök terén

A vietnámi bevándorlók nagy része szoros kapcsolatot tart fenn a származási országával, gyakran hazautazik, hogy időt töltsön rokonaival. Mivel legtöbben a kiskereskedelemben dolgoznak, jobban beszélnek magyarul, mint a kínaiak, és ázsiai szomszédaikhoz képest többen szeretnének hosszabb távon is hazánkban maradni. A vietnámi kolónia tagjai mivel mind szoros gazdasági kapcsolatban állnak egymással, ismerik egymást, sok időt is töltenek együtt, közös vacsorákat és kulturális eseményeket szerveznek. Egyik legfontosabb ünnepük a holdújév, amelyet minden évben megtartanak. Számos vietnámi szervezet működik jelenleg Magyarországon, ilyen például a Magyar–Vietnami Baráti Társaság és a Magyarországi Vietnamiak Egyesülete. 2023-ban mutatták be a mozikban az első magyar–vietnámi koprodukciós filmet, a romantikus témájú Az almafa virágát.

## Híres magyarországi vietnámiak

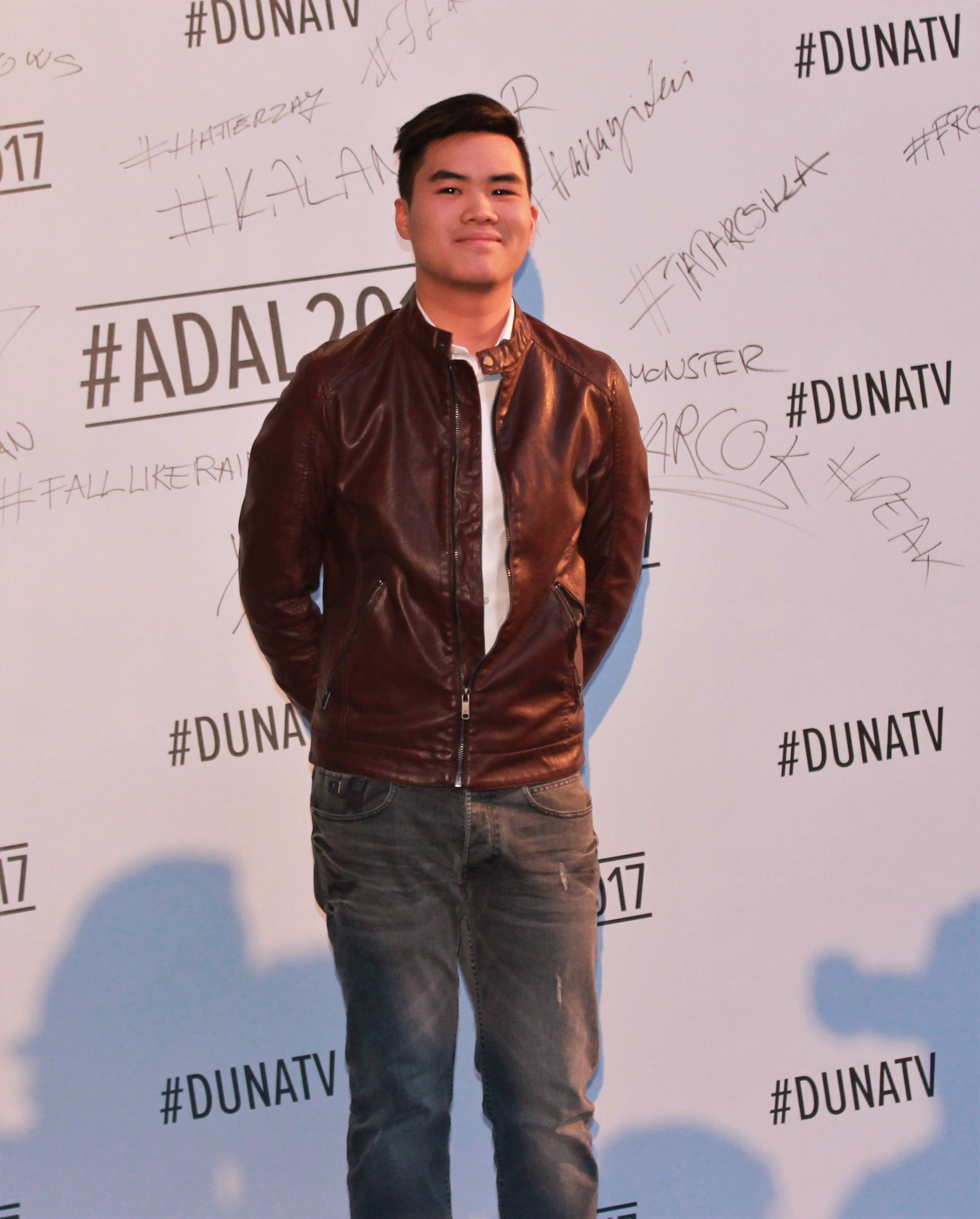
Benji, énekes
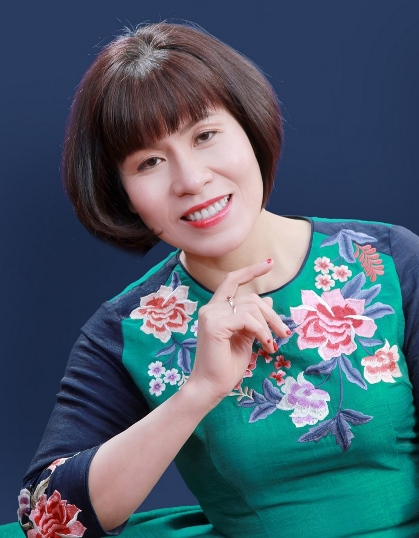
Phan Bich Thien költő és műfordító
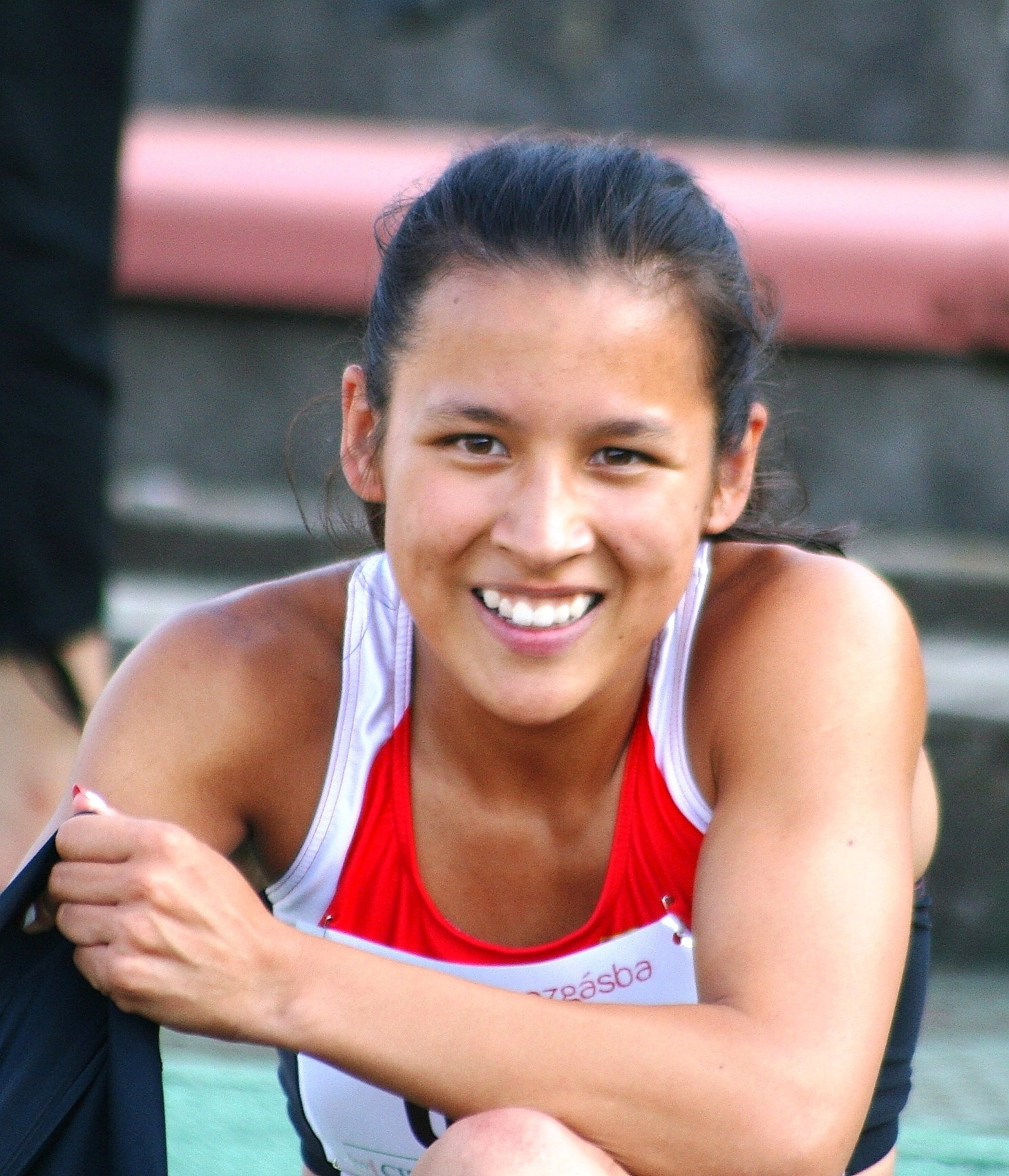
Nguyen Anasztázia rövidtávfutó, távolugró
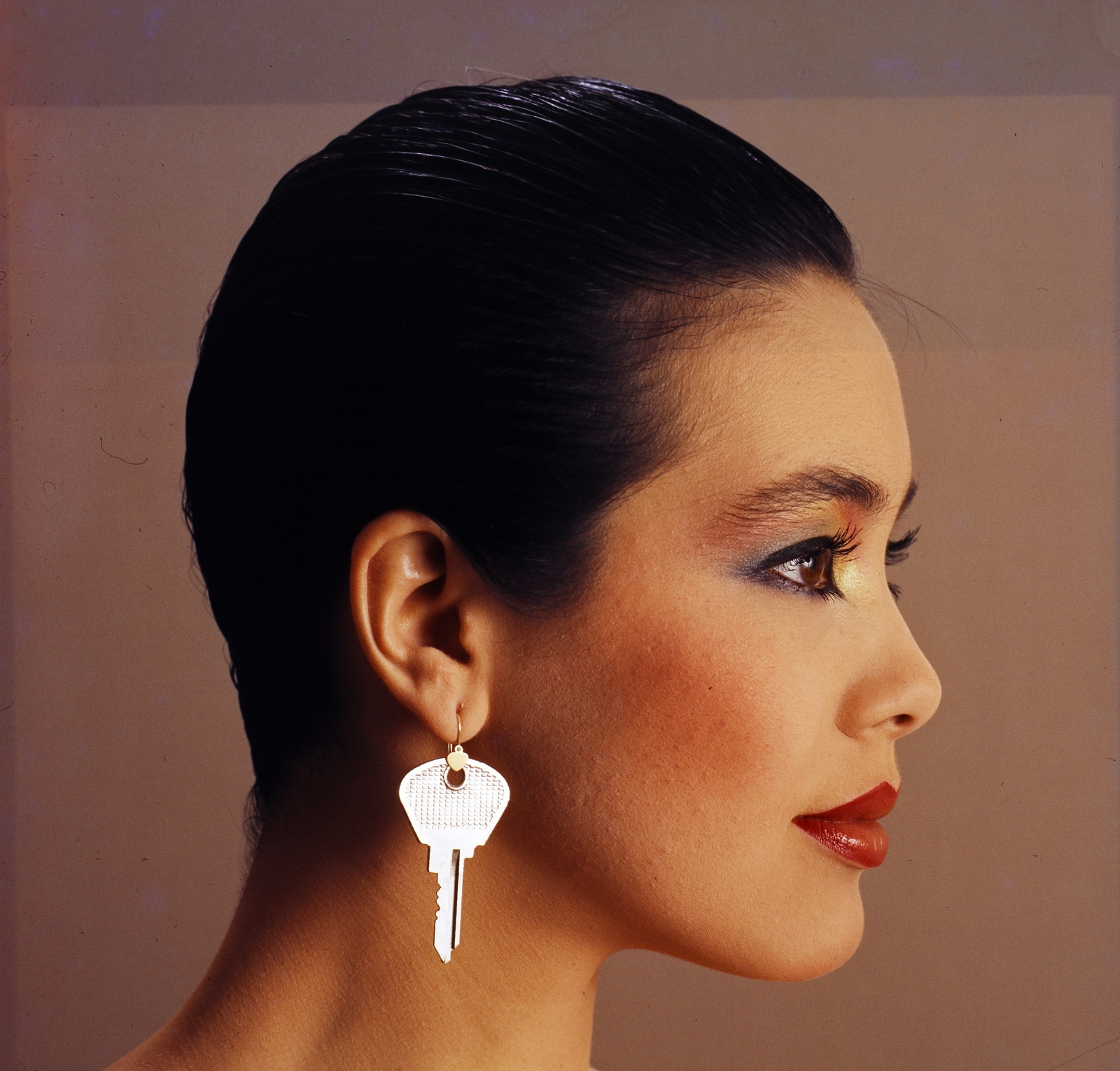
Clavier Charlotte modell, énekesnő
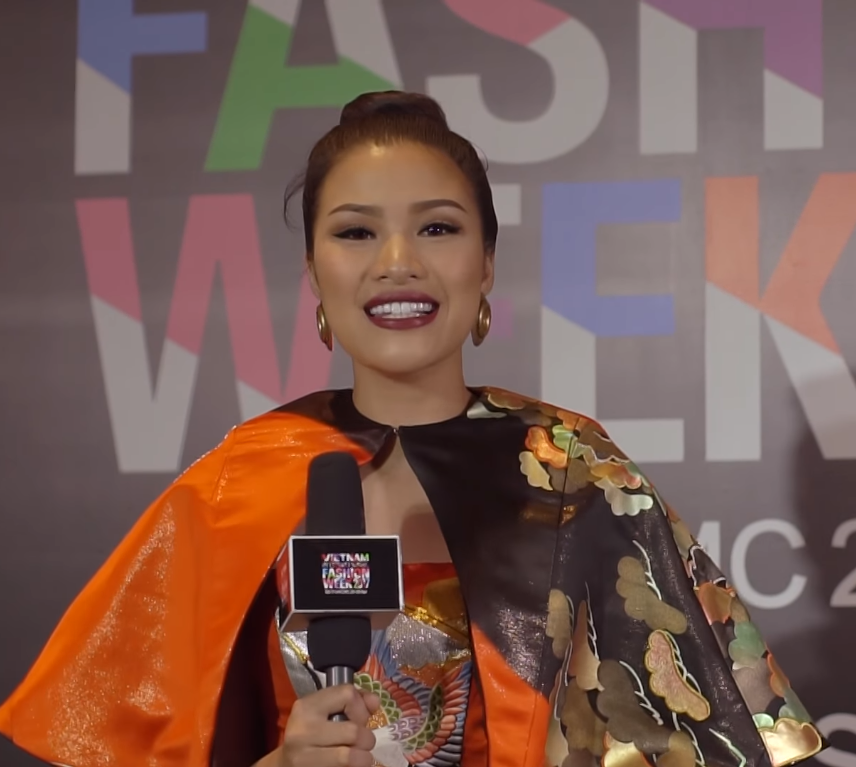
Hien, énekesnő
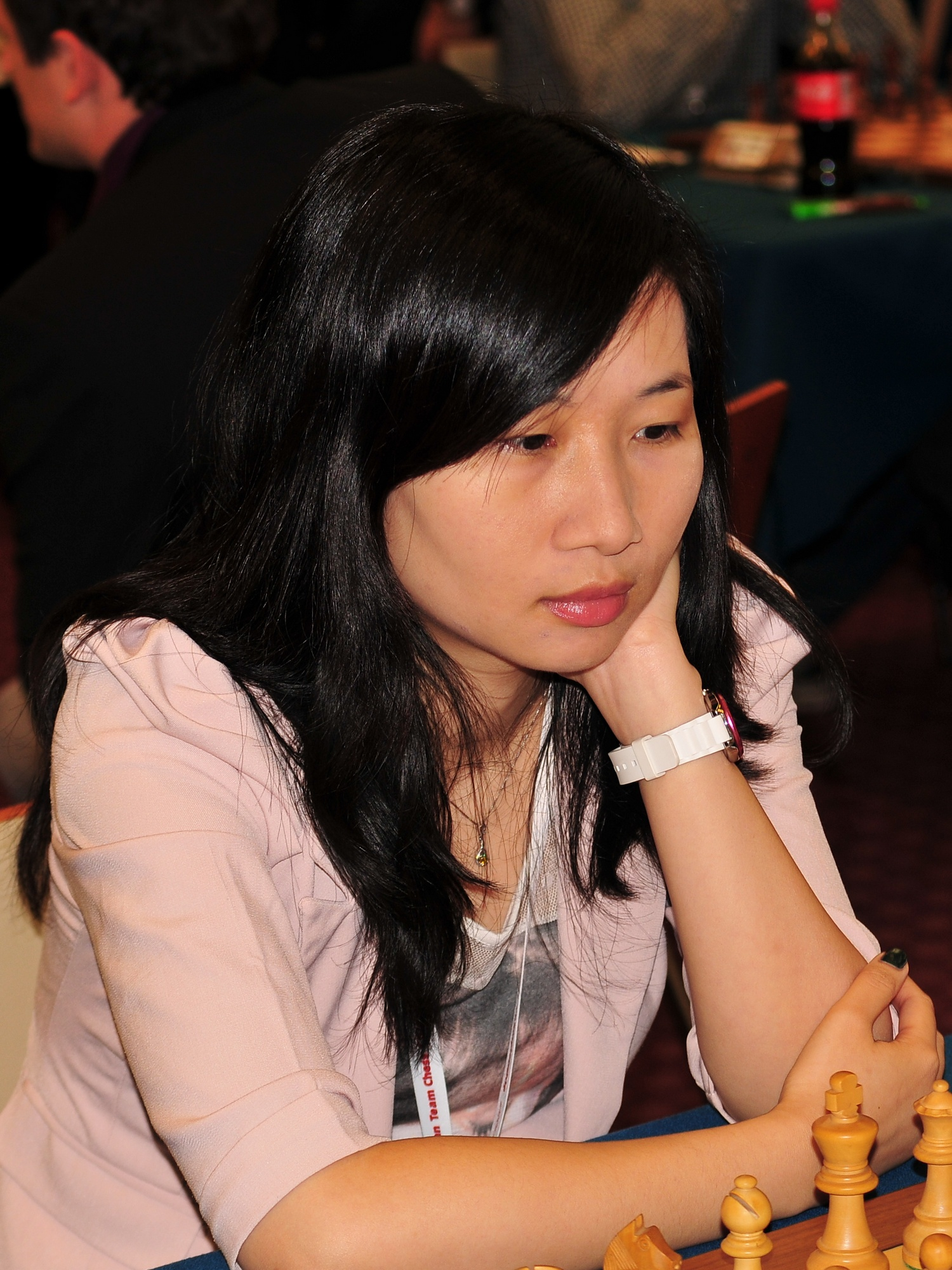
Hoang Thanh Trang, sakkozó